# Гацарини (Фиренца)
Гацарини је насеље у Италији у округу Фиренца, региону Тоскана.
Према процени из 2011. у насељу је живело 27 становника. Насеље се налази на надморској висини од 20 м.